# Ronald Ridenhour
Ronald Lee Ridenhour (6 tháng 4 năm 1946 – 10 tháng 5 năm 1998) là một nhà báo người Mỹ nổi tiếng vì đã đóng vai trò chính trong việc thúc đẩy cuộc điều tra liên bang về thảm sát Mỹ Lai diễn ra vào năm 1968 tại Việt Nam. Khi ông lần đầu biết đến sự việc, ông đang phục vụ trong Lữ đoàn bộ binh số 11 của Hoa Kỳ tại Việt Nam. Do không tham gia chiến dịch và trực tiếp chứng kiến vụ thảm sát, ông đã phỏng vấn và thu thập bằng chứng về vụ thảm sát từ các nhân chứng và những người tham gia trực tiếp. Sau khi trở về Hoa Kỳ vào năm 1969, Ridenhour đã soạn một bức thư 1.500 từ, gửi tới Tổng thống Nixon, các thành viên trong nội các của ông, bộ trưởng Quốc phòng Melvin Laird cùng hai mươi Nghị sĩ quốc hội, kể lại những gì ông đã biết. Một cuộc điều tra toàn diện của Bộ Quốc phòng Hoa Kỳ cuối cùng đã diễn ra sau đó.
Giải thưởng Ridenhour đã được thành lập để vinh danh ông.

## Cuộc đời
Ridenhour sinh ra tại Oakland, California, và lớn lên tại Phoenix, Arizona. Ông gia nhập quân đội Hoa Kỳ trong chiến tranh Việt Nam, phục vụ với tư cách một xạ thủ trực thăng.
Trong thời gian phục vụ trong quân ngũ tại Việt Nam, Ridenhour biết tới thảm sát Mỹ Lai từ những người bạn trong quân ngũ. Khi vẫn còn tại ngũ, ông đã thu thập lời kể từ các nhân chứng và những người lính trực tiếp tham gia cuộc chiến.
Sau khi trở về Hoa Kỳ năm 1969, ông đã viết một bức thư nêu chi tiết các bằng chứng mà ông đã phát hiện được, bức thư đó được gửi cho Tổng thống Richard Nixon, năm quan chức cấp cao của Bộ Ngoại giao và Lầu Năm Góc và 24 thành viên của Quốc hội Hoa Kỳ.
Bộ Quốc phòng Hoa Kỳ đã tiến hành một cuộc điều tra kéo dài. Tổng cộng 26 binh lính bị buộc tội hình sự, mặc dù thiếu úy William Calley là người duy nhất bị kết án vì đã giết 22 dân làng. Mặc dù bị kết án tù chung thân, Calley chỉ bị giam giữ trong chưa đầy ba ngày trước khi bị quản thúc tại gia theo lệnh của Thổng thống Nixon và được ân xá chỉ sau ba năm thụ án.

## Cuộc sống sau chiến tranh
Ridenhour đã đi học đại học sau quãng thời gian phục vụ trong quân ngũ và tốt nghiệp Đại học Claremont McKenna vào năm 1972. Ông đã trở thành một nhà báo chuyên điều tra, đưa tin về hàng loạt các vụ bê bối của chính phủ và các vấn đề khác.
Nhiều năm sau, Ridenhour công bố một bài tường thuật về việc tìm hiểu thảm sát Mỹ Lai trong bài viết của ông, "Jesus Was a Gook," đăng trong cuốn sách Nobody Gets Off the Bus: The Viet Nam Generation Big Book (1994).
Ông qua đời ở tuổi 52 tại Metairie, Louisiana vì một cơn đau tim vào năm 1998. Ông đã từng chơi môn bóng ném.

## Giải thưởng
- Năm 1987, ông được nhận giải thưởng George Polk nhờ công vạch trần vụ bê bối thuế tại New Orleans, một cuộc điều tra kéo dài một năm.
- Năm 1988, ông được nhận giải thưởng Gerald Loeb.[9]
- Giải thưởng Ridenhour đã được thành lập để vinh danh ông. Nó nhằm "ghi nhận những người kiên trì trong các hành động nói lên sự thật nhằm bảo vệ lợi ích cộng đồng, thúc đẩy công lý xã hội hoặc làm sáng tỏ tầm nhìn công bằng hơn về xã hội".[10]